# سان-أيتيان-دو-بوا
سان-أيتيان-دو-بوا (بالفرنسية: Saint-Étienne-du-Bois)‏ هي بلدية فرنسية تقع في إقليم الآن. رمز إنسي لها هو:1350. أما الرمز البريدي لها فهو: 1370.